# Murphyita
La murphyita és un mineral de la classe dels sulfats.

## Característiques
La murphyita és un tel·lurat de fórmula química Pb(Te6+O₄). Va ser aprovada com a espècie vàlida per l'Associació Mineralògica Internacional l'any 2022 i publicada un any més tard. Cristal·litza en el sistema ortoròmbic.
Les mostres que van servir per a determinar l'espècie, el que es coneix com a material tipus, es troben conservades al Museu Mineral de la Universitat d'Arizona, a Tucson (Arizona), amb el número de catàleg: 22715, i al projecte RRUFF, amb el número de mostra: r210011.

## Formació i jaciments
Va ser descoberta a la mina Grand Central, situada al districte miner de Tombstone del comtat de Cochise (Arizona, Estats Units). Aquesta mina estatunidenca és l'únic indret de tot el planeta on ha estat descrita aquesta espècie mineral.